# Mezinárodní letiště Ta-lien Čou-šuej-c’
Mezinárodní letiště Ta-lien Čou-šuej-c’ (čínsky v českém přepisu Ta-lien Čou-šuej-c’ kuo-ťi ťi-čchang, pchin-jinem Dàlián Zhōushuǐzi Guójì Jīchǎng, znaky zjednodušené 大连周水子国际机场, tradiční 大連周水子國際機場, IATA: DLC, ICAO: ZYTL) je mezinárodní letiště u Ta-lienu v provincii Liao-ning v Čínské lidové republice. Leží ve vzdálenosti přibližně deseti kilometrů severozápadně od centra Ta-lienu v obvodě Kan-ťing-c’, v rámci kterého spadá pod uliční výbor Čou-šuej-c’.
Letiště je hlavní základnou pro Dalian Airlines, důležitým je i pro China Southern Airlines.
V roli hlavního talienského letiště má být letiště Ta-lien Čou-šuej-c’ nahrazeno po roce 2018 nově budovaným letištěm Ta-lien Ťin-čou-wan.

## Nehody a mimořádnosti
- 7. května 2002: let China Northern Airlines 6136 z pekingského letiště na talienské letiště zajišťovaný strojem McDonnell Douglas MD-80 spadl do moře krátce před přistáním a krátce po oznámení požáru na palubě, všech 103 cestujících i 9 členů posádky zahynulo